# 李峰 (1961年)
李峰（1961年1月—），山东淄博人，汉族，中国共产党党员。中华人民共和国政治人物、第十三届全国人民代表大会山东省代表。

## 生平
2018年，李峰被选为山东省出席第十三届全国人民代表大会代表。